# Lucía Trotz
Lucía Trotz (Catriló, La Pampa, Argentina; 1975-Santa Rosa, La Pampa, Argentina; 16 de junio de 2018) fue una modelo, periodista y conductora argentina

## Carrera
Perteneció a una familia ligada al polo. Su padre, Guillermo Trotz, era el responsable de la estancia La María Pilar, una firma dedicada al agronegocio y una reconocida marca de quesos y lácteos ubicada en las cercanías de Catriló, al este de La Pampa.
Abanderada de la escuela N°10 de Adolfo Alsina donde hizo la primaria, estudió desde muy joven Comunicación social en la Universidad de Buenos Aires. 
Estudió teatro y participó de algunas obras teatrales. Estudió en el taller literario de Pablo Gaiano. 
En su labor como periodista se destacan sus trabajos para Infobae.
Fanática de los caballos, condujo desde 2016 hasta 2018 un programa de televisión llamado Caballos Criollos en el Canal Rural, que fue reconocido con el Martín Fierro, y además un programa dedicado al yoga.

## Vida privada
Lucia Trotz estuvo casada con Rodrigo Diaz Riganti, con quien tuvo una hija de 17 años actualmente, luego, divorciada conformó matrimonio con Rafael De Michele, con quien tuvo 2 hijos más de 7 y 9 años. Ambos padres ajenos al ambiente artístico. Vivía en la localidad porteña de Tigre con sus descendientes. Era sobrina política de una de las actrices, conductoras y cantantes Trillizas de Oro, María Laura, casada con Ernesto Trotz. Solía decir que le encantaba la vida sana, practicaba yoga Ashtanga y también le gustaba el esquí, precisamente en San Martín de los Andes. La trágica muerte de Lucía afectó a muchos de sus seres queridos, la recuerdan en paz y sonriente.

## Tragedia y fallecimiento
El sábado 16 de junio del 2018, mientras fue a visitar a su hermano en la casa situada en la calle Alfonsina Storni al 2000, en el barrio residencial Villa Martita, de la capital pampeana, el mal funcionamiento de una estufa en una de las habitaciones en las que descansaba le provocó una intoxicación con monóxido de carbono. Fue un familiar quien la descubrió sin vida cuando la fue a despertar para ver el partido de Argentina contra Islandia en el Mundial de Rusia 2018, y al entrar la encontró tirada en el piso, inconsciente. La fiscal Cecilia Martini informó que, tras las pericias realizadas por la empresa Camuzzi Gas Pampeana, se pudo comprobar que dentro de la vivienda hay un calefactor en mal estado que hacía una mala combustión y que hizo que Lucía inhalara el gas. Trotz falleció a la edad de 43 años.
Literatura:
El escritor Pablo Gaiano la homenajea en uno de sus cuentos: "Herencia" y también aparece como personaje de ficción en ese mismo cuento. El cuento aparece en la antología "Narraciones al oído de Buenos Aires", editada en Buenos Aires, Argentina, año 2020, editorial Deldragón.